# Las Cabillas
Las Cabillas es uno de los sectores que componen la ciudad de Cabimas en el estado Zulia (Venezuela). El sector las Cabillas, toma su nombre de una de sus calles principales. Pertenece a la Parroquia La Rosa.

## Ubicación
Las Cabillas se encuentra entre los sectores Concordia al norte (carretera J), los Médanos al este (av Intercomunal), la Gloria o Churuguara al sur (carretera K) y campo Hollywood y las Cúpulas al oeste (calle Paraíso y av Hollywood).

## Zona Residencial
Las Cabillas cuenta entre sus calles principales Las Cabillas, Churuguara y Paraíso, las cuales todas comienzan en el distribuidor Nuevo Juan. La Churuguara tiene algunos reductores de velocidad, la Paraíso es la que pasa por detrás de Campo Hollywood. Del lado de las carreteras J y K tiene algunos centros comerciales y locales, por dentro es una zona residencial. Las Cabillas como otros sectores de Cabimas tiene pozos petroleros al lado de las casas.

## Transporte
La línea El Lucero pasa por toda la calle Churuguara y la carretera K, la línea Corito pasa por la Av Hollywood y la carretera K. Las Cabillas cuenta con 3 estaciones de servicio, una entre la av Intercomunal y la carretera J, otra entre la J y la calle las Cabillas y otra entre las Cabillas y la av Intercomunal.

## Sitios de Referencia
- Autotapicería Justo. Propiedad del Sr Justo Leones. Carretera K diagonal a la Farmacia Economi-K.
- Hospital Privado el Rosario. El hospital El Rosario, tiene una pasarela que cruza la carretera K ubicándolo parte en Las Cabillas, parte en La Gloria.
- Farmacia EconomiK. Carretera K, con calle Churuguara, sector la Gloria
- Instituto Nocturno Concordia. Carretera J las Cabillas.
- Colegio de Médicos. Carretera K.
- Iglesia Corazón de Jesús. Av Intercomunal con calle Las Cabillas sector Las Cabillas.
- Centro Médico/Odontológico La Gloria. Carretera K.
- Óptica Díaz. Carretera K.
- floristería y agencia de festejos mis grandes rosas. calle progreso, sector las cabillas
- Licorería TOROCOCO en la Calle Churuguara, de propiedad del Viejo Cuqui como se le conoce en la zona y es atendida actualmente por "Vitico" Colina.